# Ciliverghe Calcio
Ciliverghe Calcio ist ein Fußballverein aus Ciliverghe, einem Dorf der Gemeinde Mazzano zwischen der Stadt Brescia und dem Gardasee, Lombardei. Der Klub wurde im Jahr 1979 gegründet und spielt aktuell in der Serie D.
In der Saison 2013/14 stieg das Team zum ersten Mal auf, von Lombardia Excellence/C in die Serie D und spielte dort bis zur Saison 2019/20 in der Serie. Nach dem Abstieg spielt der Club aktuell wieder in der Serie D in der Gruppe B. Aktueller Trainer ist Maspero Riccardo, ein früherer Serie-A-Profifußballer.
Ciliverghe Calcio verfügt über ein eigenes Sportzentrum, in dem alle Mannschaften spielen. Ein Rasenplatz, ein Kunstrasenplatz, ein Kunstrasenfeld für sieben Spieler und drei 5er-Synthetikplätze.